# Clive Edwards
Clive Edwards (* 19. ledna 1953, Hounslow, Middlesex, Anglie, Spojené království) je bubeník, který je nejvíce známý jako bývalý člen britské skupiny UFO (od srpna 1989 do června 1993).

## Diskografie

### Screaming Lord Sutch
- Jack The Ripper (1975)

### Rococo
- Ulta Star (1973)
- The Living Rock (1975)
- Hoodlum Fun (1976)

### Pat Travers Band
- BBC 1 Live In Concert (1977)

### Neil Merryweather
- Differences (1978)

### Filthy McNasty
- Live - A Week at the Bridge E16 (1978)

### Uli Roth Electric Sun
- Earthquake (1979)

### Wild Horses
- The First Album (1980)
- Stand Your Ground (1981)
- BBC In Concert 1981

### Zaine Griff
- Tonight (1979)

### John Cale
- For Your Neighbour's Wife (Live from Eindhoven Stadium June 21, 1980)

### Bernie Marsden's SOS
- Reading Rock Volume One (1982)
- The Friday Rock Show Sessions (1982)

### Lionheart
- Unearthed - Raiders Of The Lost Archives (comp.) (1999)

### Laurence Archer
- Laurence Archer - L.A. (1986)

### UFO
- UFO - Headstone (1983)
- High Stakes & Dangerous Men (1992)
- Lights Out In Tokyo Live (1992)
- Live TNT - UFO (1994)
- Doctor Doctor (1995)
- UFO The X-Factor: Out There & Back (1998)
- Then and Now (2002)
- One of Those Nights - The Anthology (2006)

### WireHead
- Losing Ground (2008)